# Сантьяго-Искуинтла
Сантьяго-Искуинтла (исп. Santiago Ixcuintla) — город и административный центр одноимённого муниципалитета в мексиканском штате Наярит. Численность населения, по данным переписи 2010 года, составила 18 241 человек.

## Общие сведения
До колонизации город носил название Ixcuintla, что с языка науатль можно перевести как «место, где много собак», а после прибытия конкистадора Нуньо де Бельтрана к названию было добавлено Santiago — в честь Святого Иакова.